# Chrony
Chrony è un'implementazione del Network Time Protocol (NTP). È un sostituto di ntpd, che è un'implementazione di riferimento di NTP. Funziona su sistemi operativi simili a Unix (inclusi Linux e macOS) ed è rilasciato sotto GNU GPL v2. È il client e server NTP predefinito in Red Hat Enterprise Linux 8 e SUSE Linux Enterprise Server 15, ed è disponibile per molte altre distribuzioni Linux.
Il supporto per Network Time Security (NTS) è stato aggiunto nella versione 4.0.

## Confronto con l'implementazione di riferimento
A differenza di NTPsec, che è un fork di ntpd, Chrony è stato implementato da zero. È stato progettato per sincronizzare l'ora anche in condizioni difficili, ad esempio in caso di connessioni di rete intermittenti o congestionate. A differenza di ntpd, supporta la sincronizzazione dell'orologio di sistema tramite il timestamp hardware, migliorando la precisione della sincronizzazione dell'ora tra le macchine su LAN. Supporta anche la sincronizzazione tramite input manuale e può eseguire la correzione dell'ora all'interno di una rete isolata.